# ديفيد فيسل
ديفيد فيسل (بالإنجليزية: David Meyer Wessel)‏ هو صحفي أمريكي، ولد في 21 فبراير 1954.